# Дастих, Давид

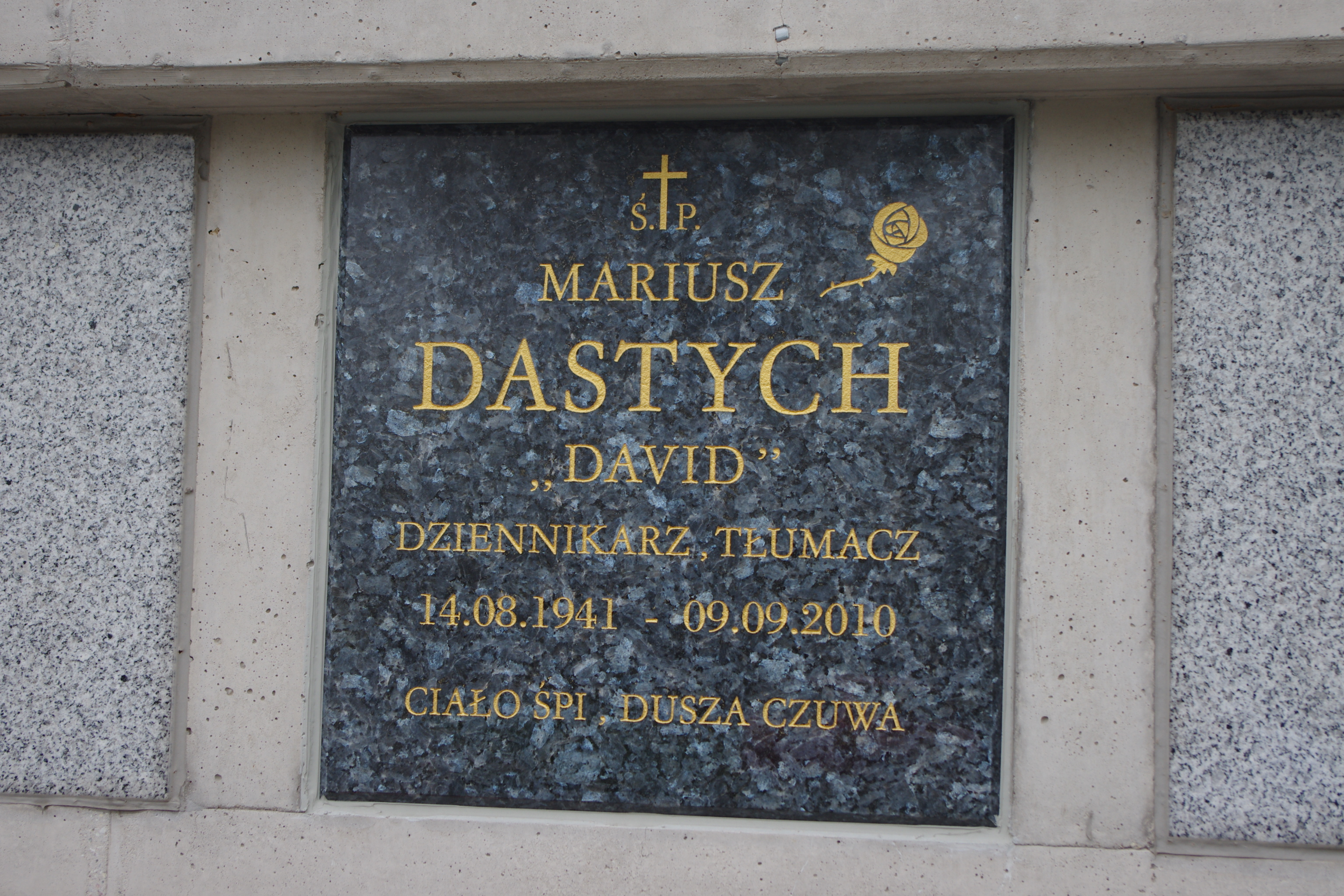
Надгробная плита М. Д. Дастиха на Северном кладбище Варшавы

Мариуш Давид Дастих (Дастых)  (известный как Давид М. Дастих (Дастых)) (пол. Mariusz Dawid Dastych; 14 августа 1941, Мысленице (ныне Малопольское воеводство, Польша) — 9 сентября 2010, Варшава) — польский журналист-международник, прозаик, переводчик, сотрудник службы внешней разведки ПНР, агент ЦРУ США и разведки Японии.

## Биография
Изучал журналистику, иностранные языки и политологию в Ягеллонском университете. После окончания университета стал заниматься журналистской работой в польских и зарубежных информационных агентствах, в частности венгерских, советских и японских.
После 1973 года — политолог и специалист по политике СССР и социалистических стран Восточной Европы. Работал с многочисленными дипломатическими делегациями, с 1982 года занимал пост вице-президента и главного аналитика Варшавского отделения Японской организации внешней торговли (JETRO).
С 1960 по 1980 год сотрудничал с польской службой внешней разведки (с 1976 по 1981 год — офицер специальных служб Польши), трижды работал за пределами ПНР, в 1961, 1968 и 1973 годах жил в Западной Европе, США, КНР и Вьетнаме. В 1973 году находясь в Южном Вьетнаме, был завербован ЦРУ.
В 1987 году польская контрразведка установила, что М. Д. Дастих был скрытым двойным агентом, работающим на ЦРУ США и японскую политико-экономическую разведку.
В 1987 году по обвинению в шпионаже был арестован и приговорён к восьми годам лишения свободы. Вначале отбывал заключение в варшавской тюрьме, затем в Барчево.
В 1990 году после падения коммунистического режима в Польше, был освобождён и в течение многих лет добровольно помогал западным разведывательным службам отслеживать чёрный рынок распространения компонентов ядерного оружия в Восточной Европе и на Ближнем Востоке.
Работал журналистом и переводчиком, писал для польских и зарубежных журналов, основал торговое и туристическое агентство.
В 1994 году во время занятий альпинизмом во Франции был серьёзно травмирован, сломал позвоночник, долго лечился, в результате лечения отказался от инвалидного кресла, вновь смог самостоятельно ходить. С 1999 года работал журналистом, переводчиком и политологом.
Как журналист-международник расследовал вопросы терроризма, разведки и организованной преступности. Сотрудничал с популярным польским еженедельником «WPROST», «Canada Free Press», «The Polish Panorama» (Канада), Ocnus Net (Великобритания), FrontPageMagazine и The New Media Journal (США), Axis Information and Analysis (international), Oracle Syndicate (Швейцария), Agentura.ru (Россия), руководил собственным медиа-агентством David’s Media Agency.
Помимо статей и комментариев в польской и зарубежной прессе и информагентствах, написал несколько книг по истории политики.
Похоронен на Северном кладбище в Варшаве.